# Richard Centalonza
Richard „Rick“ Centalonza (* 1945 oder 1946; † 17. September 2017) war ein US-amerikanischer Multi-Instrumentalist (Saxophone, Klarinette, Bassklarinette, Flöte, Piccoloflöte, Oboe, Englischhorn, Muscheln), der sich als sowohl in Jazz als auch als Theater- und Studiomusiker betätigte.

## Wirken
Centalonza studierte am Berklee College of Music und arbeitete in den 1960er-Jahren als Tourneemusiker bei Buddy Rich (Stick It!, 1967), Frankie Valli und Frank Sinatra, im Laufe seiner Karriere u. a. auch mit  Johnny Mathis, Gladys Knight (Just for You, 1994), Ray Charles, dem Mingus Epitaph Orchestra, Aretha Franklin, Judy Garland, Mel Tormé, Rosemary Clooney, Sarah Vaughan und Donna Summer.  Lange Jahre war er außerdem als Theatermusiker am New Yorker Broadway tätig; ab 1979 wirkte er bei Musicals wie The 1940's Radio Hour, Little Me, Damn Yankees und Chicago mit; 1981 auch bei der Filmmusik des Kurzfilms The Big Bang and Other Creation Myths (1981, Regie Faith Hubley). Dreißig Jahre war er Auftragnehmer des Westbury Music Fair. Der Diskograf Tom Lord listet ihn von 1967 bis 1998 mit 20 Aufnahmesessions, u. a. in den 1990er-Jahren mit dem Smithsonian Jazz Masterworks Orchestra unter Leitung von David Baker und Gunther Schuller, ferner mit Dave Stahl, David Lahm (Jazz Takes on Joni Mitchell), John Pizzarelli (New Standards, 1994) und zuletzt mit Jacky Terrasson (What It Is, 1998).